# Mana-Zucca
Augusta Zuckermann, altrament coneguda en l'ambient musical com a Mana-Zucca, fou una cantant lírica, pianista i compositora nord-americana. Va néixer a Nova York el 15 de desembre de 1887 i va morir el 1981 a Miami.

## Biografia
Augusta Zuckermann va créixer en una família jueva de Nova York i des de petita va mostrar un enorme talent pel piano. Als set anys va debutar a la Filharmònica de Nova York com a pianista i segons les seves memòries inèdites, va actuar amb les principals orquestres de Nova York abans dels deu anys (encara que aquesta i altres afirmacions de les seves memòries no s'han verificat). Als tretze anys va fer una gira per Europa durant quatre anys.
Va començar els seus estudis a Nova York amb el pianista i professor Alexander Lambert, qui li va fer de mentor, i el 1902 va tocar un arranjament de la Rapsòdia hongaresa núm. 14 de Liszt en un cicle de concerts per a joves al Carnegie Hall. Més endavant va rebre classes de Leopold Godowsky. Als vint anys va passat uns quants anys a Europa, on va conèixer músics destacats, va fer gires de concerts amb el violinista espanyol Joan Manén. Les seves animades descripcions de Teresa Carreño, Ferruccio Busoni, Leopold Godowsky i el professor de composició Max Vogrich van ser publicades a revistes musicals americanes.
A Berlín va estudiar amb Busoni i va iniciar lliçons d'anàlisi de partitures orquestrals. En una estada a Londres, treballant amb Hermann Spielter, va decidir encaminar els seus estudis cap a la composició. Tot i així la seva faceta de cantant li va permetre treballar al costat de Raimund von zur-Mühlen, i ja que la seva veu lleugera s'adaptava millor a la comèdia musical i l'opereta, va debutar amb l'opereta Der Graf von Luxemburg de Franz Lehár a Londres el 1919. Després del seu matrimoni el 1921, i sobretot després del 1941, les activitats musicals de Mana Zucca es van concentrar a la ciutat de Miami. Tal com explica Lindsay Conway, "entre les dones més fotografiades del seu temps, va ser batejada amb el nom de Cécile Chaminade of America".

## Obra
El 1915, quan va tornar als Estats Units, la seva atenció es va centrar en publicar les seves composicions musicals. Tal com afirma Patricia Adkins, "pensant que al ser dona li seria difícil trobar editor per les seves composicions, el 1916 va decidir canviar el seu nom pel de Mana Zucca i així va firmar tota la seva música."
El seu catàleg d'obres publicades conté una llista d'uns 390 títols (tots sense data), tot i que ella va afirmar haver publicat al voltant de 1100 obres i haver-ne escrit 1.000 més. Al catàleg s'inclouen 172 cançons, tres obres corals, més de 20 obres de cambra i nombroses peces didàctiques. Va compondre dues òperes líriques, Hypatia i Queue of Ki-lu (ambdues el 1920), un ballet, The Weding of the Butterflies i diverses obres per orquestra. A més a més va compondre 366 fragments per piano, un per cada dia de l'any, i l'anomenà My Musical Calendar.
L'Orquestra Sinfònica de Cincinnati va interpretar Novelette i Fugato humoresque el 1917, igual que la Filharmònica de Nova York. La que la mateixa Mana Zucca va estrenar el seu Concert per a piano i orquestra amb el Orquestra Filharmònica de Los Angeles el 1919 a Nova York. El 1955 va presentar el seu Concert per a violí i orquestra amb la Orquestra Simfònica Americana.
El seu èxit veritable, però, arribarà amb les seves romances de cambra, les quals es van incloure en les sales de concerts. Algunes de les més representatives són: There’s joy in my heart, un autèntic best-seller, i altres com Be not afraid o The Golden Rule.
Moltes de les seves cançons van ser interpretades per cantants destacats als anys vint i trenta. Amelita Galli-Curci cantava sovint Le petit papillon. La seva cançó I Love Life (1923), per a la qual el seu marit, Irwin M. Cassel, va escriure la lletra, va guanyar més popularitat i va ser interpretada per Lawrence Tibbett, John Charles Thomas i Nelson Eddy. També va escriure cançons amb textos en ídix, entre elles Rachem (1919) i Nichevo (1921), i diverses de les seves obres orquestrals van ser interpretades per orquestres simfòniques durant la seva vida.

## Reconeixements
Mana Zucca va ser honrada per la Universitat de Nova York amb un doctorat “honoris causa” en música. El Congrés Americà la va condecorar amb una medalla el 1975. Actualment la seva música s'interpreta no només a Amèrica, sinó que també arreu d'Europa i altres regions.